# Selectable mode vocoder
Selectable mode vocoder o SMV es un estándar de codificación de voz de tasa de bits variable, usado en redes CDMA2000. SMV usa distintos modos de operación que son seleccionanos sobre la base de las características de la voz usada como entrada. Constituyen una de las versiones de codificadores de voz en radiotelefonía.
SMV es un codificador de voz que entrega una buena calidad de codificación y una mejora en la capacidad de tratar el ruido de fondo, característica muy solicitada en la próxima generación de diseños radio. Además, el funcionamiento multimodo ofrece mayor eficiencia del ancho de banda, tanto en medios radioeléctricos como de cable, permitiendo a los diversos operadores de red aumentar el número de conexiones simultáneas de voz en un mismo canal.

## Introducción
Una vez desarrollada la tecnología de radiocomunicaciones y el número de usuarios empezó a incrementarse, los servicios de datos empezaron a ganar terreno, entonces surgió una preocupación por el aprovechamiento del ancho de banda en el diseño de cdma2000 (UMTS). Una de las opciones para solventar este problema era la transición de los esquemas de codificación tradicionales de tasa de codificación fija (FSR) a los de tasa variable (VBR) y operaciones multi-modo. Estas técnicas son las que se recogen en el sistema selectable mode vocoder.

## Antecedentes de la codificación CDMA
En las primeras etapas, CDMA usaba tecnología de predicción lineal (code-excited linear prediction, CELP). El primer código CELP utilizado fue llamado IS-96C (apodado QCELP8K). Este codificador trabajaba a tasas de tipo 1 que incluían la tasa full-rate a 8,55 kbits/s; half-rate 4 kbits/s; quarter-rate 2 kbits/s; one-eighth rate 0,8 kbits/s. Estas configuraciones eran escogidas porque proporcionaba una tasa media de datos baja (average data rate, ADR) y por lo tanto una baja interferencia.
Aunque QCELP8K consiguió una baja ADR de unos 3.84 kbits/s y la interferencia en el canal era lo suficientemente baja para operar correctamente no fue nunca extensamente utilizado ya que existían codificaciones en sistemas radio con mejor calidad de voz, como por ejemplo GSM full-rate (FR) a 22,8 kbits/s y GSM full-rate mejorado (Enhanced Full Rate, EFR) a 12,2 kbits/s.
Para mejorar la calidad de la comunicación vocal se desarrolló un codificador que trabaja con tasa de tipo 2, que comprendían la tasa full-rate a 13,33 kbits/s; half-rate 6,2 kbits/s; quarter-rate 2,7 kbits/s; one-eighth rate 1 kbits/s.Este código extensamente en codificadores 2G se llamó IS-733 (apodado QCELP13K) y estaba orientado a solventar el problema de calidad vocal consiguiendo una calidad comparable a estándar del ITU-T G.726 a 32 kbits/s considerado como la cuota adecuada de calidad por el ITU.
Sin embargo, la mejora conseguida con el segundo codificador suponía una disminución de la capacidad y de la protección del canal. Adoptando como solución volver a codificaciones de tasa de tipo 1 pero evolucionadas para proporcionar una calidad vocal competitiva. Surgió el codificador de tasa variable mejorado (enhanced variable rate codec, EVRC). Dicho codificador usando las técnicas más actuales de codificación de voz logra una calidad próxima a QCELP13K y, normalmente, superior al estándar G.729 del ITU-T correpsondiente a una codificación fija (FSR) de 8 kbits/s.

## Codificador
El codificador ofrece tres modos de operación:
- Modo 0, diseñado para conseguir mejor calidad que EVRC con el mismo ADR.
- Modo 1, consigue similar calidad que EVRC pero con menor ADR.
- Modo 2, con una calidad ligeramente peor que EVRC pero con una reducción sustancial de ADR.

En la actualidad se han presentado otros modos adicionales:
- Doble modo 3, cuyo objetivo es reducir aún más el ADR.
- Versiones especiales de los modos 0 y 1, cuya tasa máxima permitida es half-rate y son llamados modos 4 y 5.

Bajo el estándar IS-893, que define SMV spec, SMV puede conmutar instantáneamente entre los diferentes modos sin interrumpir el servicio. La calidad es medida mediante una serie de escuchas subjetivas probadas bajo diferentes condiciones ambientales. A continuación podemos ver una tabla resumen:
| Modo | Tipo de tasa (%) | Tipo de tasa (%) | Tipo de tasa (%) | Tipo de tasa (%) | ADR kbps | Calidad               |
| ---- | ---------------- | ---------------- | ---------------- | ---------------- | -------- | --------------------- |
| Modo | R(8,55)          | 1/2R(4,0)        | 1/4R(2,0)        | 1/8R(0,8)        | ADR kbps | Calidad               |
| 0    | 40               | 5                | 0*               | 55               | 3,644    | Mejor G.726           |
| 1    | 22               | 10               | 11               | 57               | 2,536    | G.726 (32 kbits/s)    |
| 2    | 9                | 23               | 11               | 57               | 1,951    | G.729 (8 kbits/s)     |
| 3    | 2                | 26               | 10               | 62               | 1,91     | G.723.1 (6,3 kbits/s) |
| 4    | 0*               | 38               | 0*               | 62               | 2.02     | G.723.1 (5,3 kbits/s) |

En la tabla podemos ver como el modo 0 (premium mode) proporciona una mejor opinión subjetiva del sonido (mean opinion score, MOS) que EVRC y en determinadas ocasiones mejor que el G.711 mientras se mantenga una tasa de codificación de 3.644 kbits/s equivalente al ADR de EVRC.
En el modo 1 (standard mode) sabemos que se obtiene una MOS estadísticamente equivalente a la de EVRC con un 70 % de la tasa de codificación. El modo 2 (economic mode) consigue una MOS equivalente al G.729 con un 55% del ADR de EVRC.
El modo 3 (capacity saving mode) se aproxima al estándar G.723.1 de 6.3 kbits/s con un 51% del ADR de EVRC.
Los modos 4 y 5 han sido desarrollados para aplicaciones que puedan no exceder de una tasa de 4 kbits/s. Hoy en día el modo 4 es el único estándar de una MOS de 4 kbits/s destinado, principalmente, para aplicaciones comprometidas para el ancho de banda disponible.

## Aplicaciones
Actualmente SMV está diseñado para reemplazar EVRC de CDMA aportando una mejora en la calidad del habla y una cierta flexividad. La variedad de modos que ofrece dan la posibilidad de combatir la constante variación de las características del entorno entre celdas de la red radioeléctrica. Con la posibilidad de trabajar en modos half-rate(modos 4 y 5) se proporciona una herramienta adicional de control que permite reducir la caída de llamadas telefónicas en el borde de la celda.
Es evidente que SMV encaja idealmente en todas las apliciones CDMA (2G, 2.5G, 3G), pero sus características suponen una perfecta solución para una gran cantidad de aplicaciones de cualquier red de paquetes radio o por cable, como ejemplo, para W-CDMA y puede reemplazar fácilmente la codificación AMR para aplicaciones UMTS, con el beneficio añadido de dar interoperatividad total entre redes de voz 3GPP(equivalente a Adaptative Multi-Rate, AMR) y 3GPP2 (equivalente a Selective Multi-rate Vocoder, SMV).
También pueden utilizarse este codificador en redes de conmutación de paquetes como VoIP y VoATM. Ya que, como hemos visto en la tabla anterior es capaz de proveer gran calidad de codificación de voz, con una fracción de ancho de banda, comparada con los códigos de banda ancha ya existentes como G.711, G.726 o G.729. De este modo las redes de cable podrán utilizar más eficazmente su gran ancho de banda disponible.